# Listă de orașe din statul Connecticut

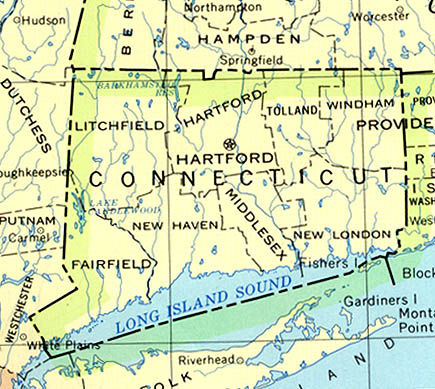
Harta statului indicând comitatele sale

- Această pagină este o listă a orașelor (în engleză cities) -- municipalități de ordin intâi -- din statul Connecticut din Statele Unite ale Americii.

- Vedeți și Listă de comitate din statul Connecticut.
- Vedeți și Listă de sate din statul Connecticut.
- Vedeți și Listă de districte civile din statul Connecticut.
- Vedeți și Listă de locuri desemnate pentru recensământ din statul Connecticut.
- Vedeți și Listă de comunități neîncorporate din statul Connecticut.
- Vedeți și Listă de zone de teritoriu neorganizat din statul Connecticut.
- Vedeți și Listă de localități dispărute din statul Connecticut.

| Oraș                                           | Data întemeierii | Data declarării ca oraș |
| ---------------------------------------------- | ---------------- | ----------------------- |
| Ansonia                                        | 1893             | 1893                    |
| Bridgeport                                     | 1836             | 1889                    |
| Bristol                                        | 1911             | 1911                    |
| Danbury                                        | 1889             | 1965                    |
| Derby                                          | 1893             | 1893                    |
| Groton                                         | 1964             | nu exista               |
| Hartford                                       | 1784             | 1896                    |
| Meriden                                        | 1867             | 1922                    |
| Middletown                                     | 1784             | 1924                    |
| Milford                                        | 1959             | 1959                    |
| New Britain                                    | 1870             | 1906                    |
| New Haven                                      | 1784             | 1897                    |
| New London                                     | 1784             | 1874                    |
| Norwalk                                        | 1893             | 1913                    |
| Norwich                                        | 1784             | 1952                    |
| Shelton                                        | 1915             | 1915                    |
| Stamford                                       | 1893             | 1949                    |
| Torrington                                     | 1923             | 1923                    |
| Waterbury                                      | 1853             | 1902                    |
| West Haven                                     | 1961             | 1961                    |
| Winsted Administered by the town of Winchester | 1917             | 1915                    |
| South Norwalk                                  | 1871             | 1913                    |
| Rockville                                      | 1889             | 1965                    |
| Willimantic                                    | 1893             | 1983                    |
| Putnam                                         | 1895             | 1984                    |